# Strange Illusion
Strange Illusion is een Amerikaanse film noir uit 1945, geregisseerd door Edgar G. Ulmer. Het gaat over een adolescent die denkt dat de aanbidder van zijn moeder de moordenaar van zijn vader is.

## Verhaal
Paul, een jonge man wiens vader tot aan zijn plotse dood luitenant-gouverneur van Californië was, heeft een vreemde, steeds terugkerende droom waarin zijn moeder verliefd wordt op een gevaarlijke man (Brett Curtis), en waarin zijn vader de dood vindt in een verdacht auto-ongeluk. Door de hulp van zijn vriend, een psychiater, realiseert Paul zich dat zijn droom uitkomt, en dat zijn moeder onder de invloed is van Curtis. Curtis is werkelijk een moordzuchtige maniak wiens dokter de gewetenloze dr. Muhlbach van het sanatorium is. Wanneer Curtis een poging doet om Pauls moeder ten huwelijk te vragen, komt Paul tussenbeide, en een reeks van gebeurtenissen bevestigt dat zijn dromen waar zijn.

## Rolverdeling
| Acteur          | Personage                         |
| --------------- | --------------------------------- |
| Jimmy Lydon     | Paul Cartwright                   |
| Warren William  | Brett Curtis                      |
| Sally Eilers    | Virginia Cartwright               |
| Regis Toomey    | dr. Martin Vincent                |
| Charles Arnt    | prof. Muhlbach                    |
| George Reed     | Benjamin                          |
| Jayne Hazard    | Dorothy Cartwright                |
| Jimmy Clark     | George Hanover                    |
| Mary McLeod     | Lydia                             |
| Pierre Watkin   | Dist. Atty. Wallace Armstrong     |
| John Hamilton   | Bill Allen, directeur van de Bank |
| Sonia Sorel     | Charlotte Farber                  |
| Victor Potel    | Mac                               |
| George Sherwood | Langdon                           |
| Gene Roth       | detective Sparks aka Sparky       |